# 尾稃臂形草
尾稃臂形草（学名：Brachiaria urochlooides）为禾本科臂形草属下的一个种。